# Lestodiplosis asteris
Lestodiplosis asteris är en tvåvingeart som först beskrevs av Ephraim Porter Felt 1907.  Lestodiplosis asteris ingår i släktet Lestodiplosis och familjen gallmyggor.
Artens utbredningsområde är New York. Inga underarter finns listade i Catalogue of Life.